# Great Northern Railway (Vereinigte Staaten)
Die Great Northern Railway (GN) war eine Eisenbahngesellschaft mit Sitz in Saint Paul (Minnesota), die im Grenzbereich zwischen den USA und Kanada westlich von Chicago tätig war und in die Burlington Northern Santa Fe Railway (BNSF) aufging. Berühmt wurde die Great Northern durch ihre komfortablen Reisezüge mit dem Namen Empire Builder.

## Streckennetz
Die Great Northern fuhr durch sieben US-Bundesstaaten und besaß Zweiglinien in die kanadischen Provinzen Manitoba und British Columbia. Die Hauptstrecke der GN reichte von den “Twin Cities” Minneapolis und St. Paul, Minot, Havre und Shelby über den Marias Pass nach Spokane und von dort weiter nach Seattle und Portland. Wichtige Stichstrecken führten von Fargo in North Dakota nach Winnipeg, von Shelby über Great Falls nach Billings (Montana) und von Everett bei Seattle nordwärts nach Vancouver.

## Geschichte

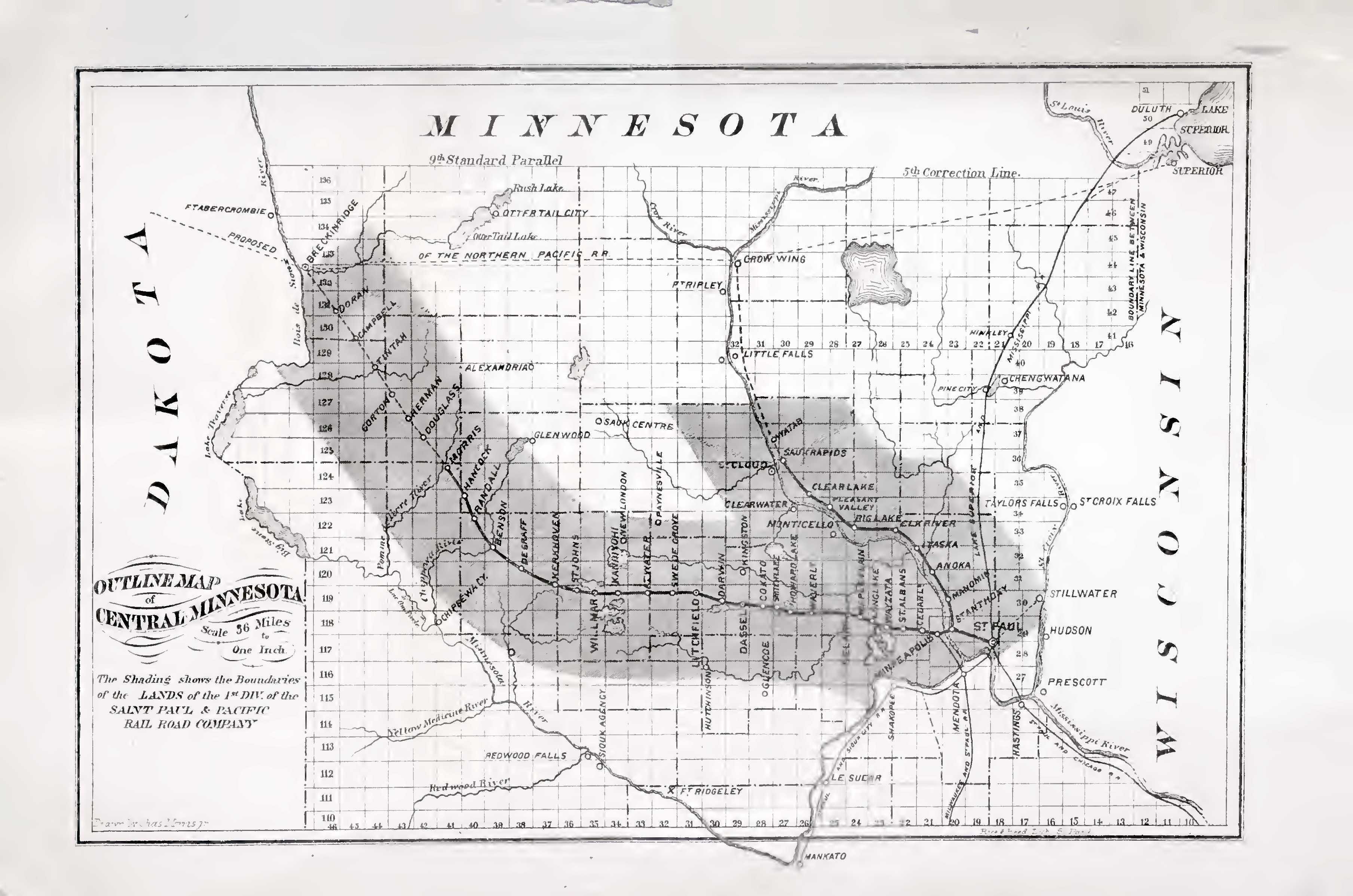
Strecke der St.P&P, grau das an die Bahn abgegebene Land.

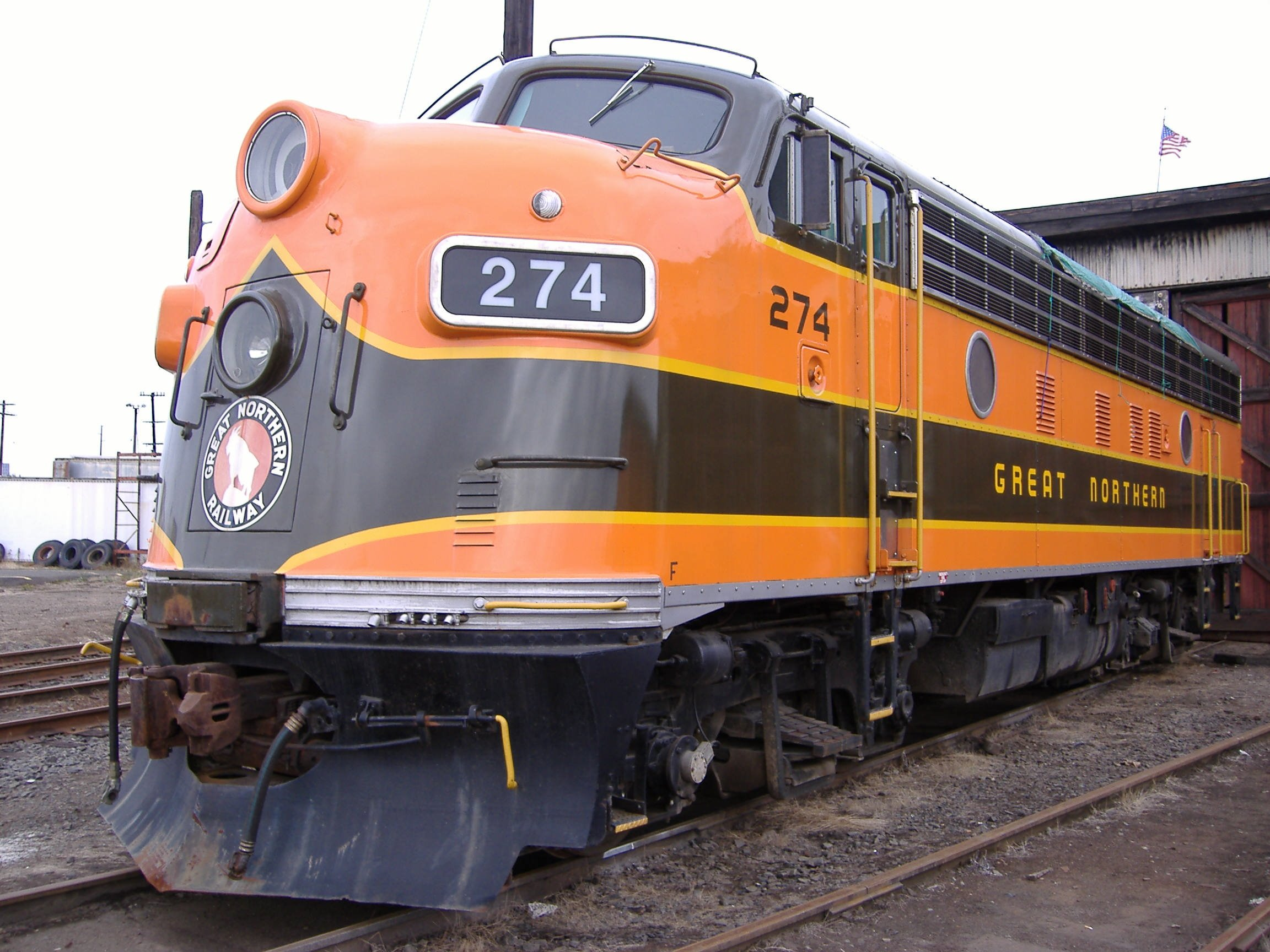
EMD F7 der Great Northern

### Minnesota and Pacific Railroad
Im Jahre 1857 wurde die Minnesota and Pacific Railroad (M&P) gegründet, welche im selben Jahr mit dem Streckenbau in Minnesota begann. Die Bahn sollte Stillwater an der Ostgrenze des Staates über Saint Paul, Minneapolis, St. Cloud mit Breckenridge an der Westgrenze verbinden. Nachdem etwa zehn Kilometer Bahnkörper zwischen St. Paul und St. Anthony vorbereitet waren, aber noch keine Schienen verlegt waren, wurde die Bahngesellschaft 1860 zahlungsunfähig. Aus dieser Gesellschaft ging die 1862 gegründete Gesellschaft Saint Paul and Pacific Railroad (SP&P, auch St.P&P) hervor, welche noch im gleichen Jahr den Eröffnungszug auf der fertiggestellten Strecke verkehren ließ. Bis 1867 erreichte die Bahn Sauk Rapids bei St. Cloud, wobei die Strecke hauptsächlich von niederländischen Anlegern finanziert wurde. Bis 1865 wurden lediglich 340 km Gleise verlegt. Die Bahngesellschaft wurde 1870 von der Northern Pacific Railway (NP) übernommen, aber als diese wegen des Gründerkrachs 1873 zahlungsunfähig wurde, von einem der ursprünglichen Hauptinvestoren wieder zurückgekauft, wurde aber 1879 selber zahlungsunfähig.

### St. Paul, Minneapolis, and Manitoba Railway
Die 1879 von einer Investorengruppe um James J. Hill gegründete St. Paul, Minneapolis, and Manitoba Railway (SPM&M) übernahm die Ländereien und Konzessionen aus der Konkursmasse der St.P&P. Zu diesem Zeitpunkt führte die Strecke bereits nach Havre und von dort aus südwestwärts über Great Falls und Helena, der Hauptstadt Montanas, nach Butte. Ab Havre wurde eine neue Strecke westwärts gebaut, welche die Kaskadenkette auf Stevens Pass überquerte und 1893 Seattle erreichte.

### Minneapolis and St. Cloud Railroad
Die Bahngesellschaft wurde 1856 gegründet und sollte zunächst eine Eisenbahnstrecke von Minneapolis nach St. Cloud bauen und eine weitere von Mille Lacs zur Mündung des St. Louis River in den Lake Superior bauen, es entstand aber eine 107 km lange Strecke von St. Cloud nach Hinckley. Nachdem die Gesellschaft von James J. Hill im Jahre 1881 übernommen worden war, verkaufte sie die Strecke 1883 an die SPM&M. Einige andere Rechte der Gesellschaft wurden an die Eastern Railway Company of Minnesota und an die St. Cloud, Mankato & Austin Railroad verkauft. Die Gesellschaft hatte zwar kein materielles Eigentum mehr, besaß aber von Beginn an umfangreiche Ermächtigungen und Befugnisse im Handelsregister, so dass sie von James J. Hill zum Aufbau seines Imperiums genutzt werden sollte und wechselte daher am 18. September 1889 den Namen zu Great Northern Railway.

### Great Northern Railway

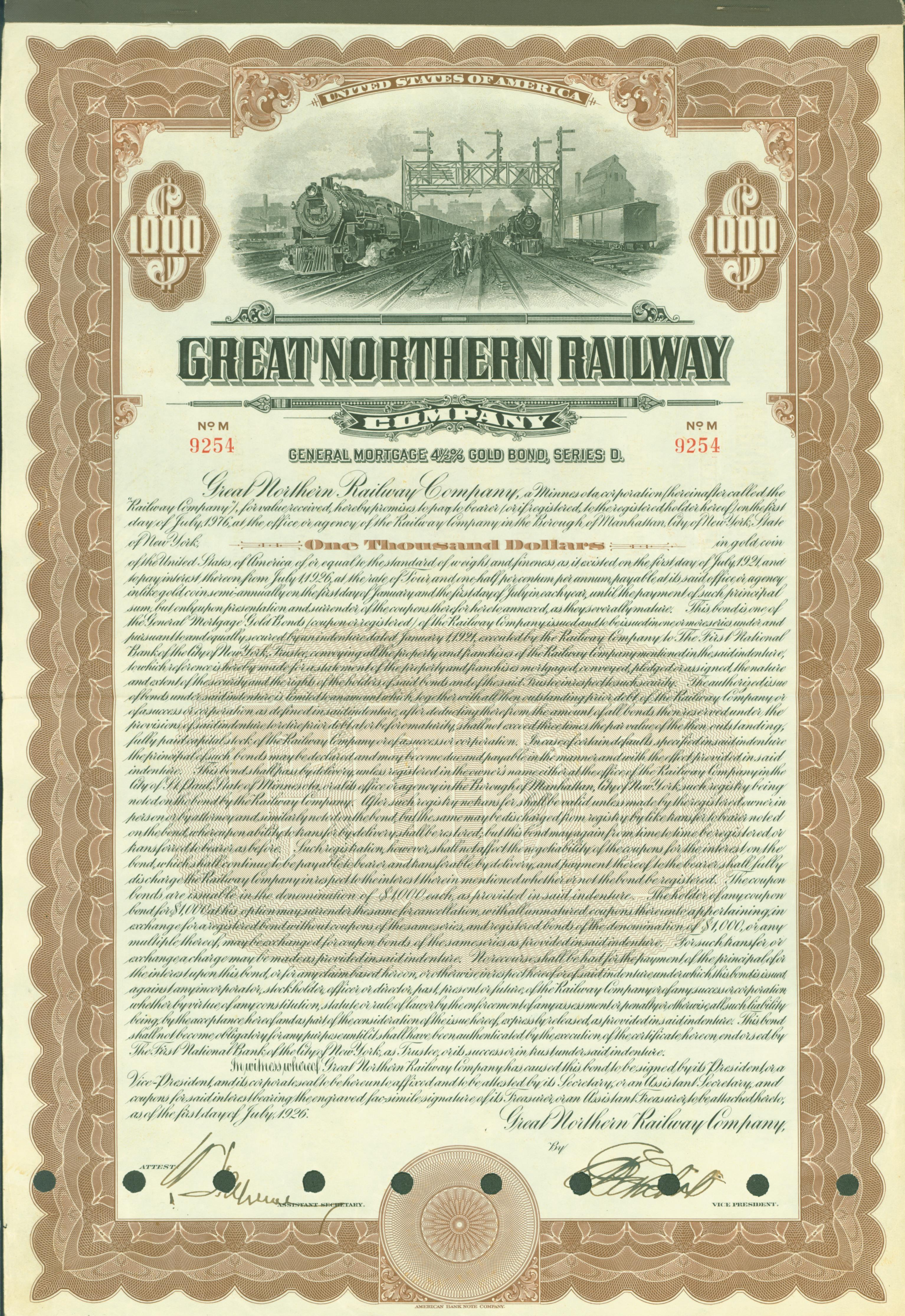
Gold Bond der Great Northern Railway vom 1. Juli 1926

1900 wurde die Strecke über Stevens Pass durch den Cascade Tunnel ersetzt. 1909 wurde der Abschnitt zwischen Tye und dem Betriebsbahnhof Cascade Station, einschließlich des Tunnels, mit Dreiphasenwechselstrom elektrifiziert. Die GN beschaffte dafür ihre ersten vier Elektrolokomotiven, die als Klasse 5000 bezeichnet wurden.
Im Zusammenhang mit dem Bau des 12,5 km langen, neuen Cascade Tunnels wurde 1927 das System durch ein Wechselstromsystem mit einer Spannung von 11 kV und einer Netzfrequenz von 25 Hz abgelöst. Der elektrische Betrieb wurde zunächst bis Skykomish im Westen, 1929 dann bis Wenatchee im Osten ausgedehnt, so dass schließlich 117 km Streckenlänge elektrisch betrieben wurden. Ab 1946 kamen mit der Klasse W-1 die größten Elektrolokomotiven Nordamerikas auf dieser Strecke zum Einsatz. 1956 wurde der elektrische Betrieb eingestellt.

Am 9. August 1945 ereignete sich der schwerste Unfall in der Geschichte der Bahngesellschaft: In Michigan City, North Dakota, fuhren die beiden Teile des in zwei Teilen gefahrenen Spitzenzuges der Gesellschaft, des Empire Builder, aufeinander auf, weil die Zugsicherung ungenügend war. 34 Menschen starben. 
Anfang 1951 war die GN im Besitz von 568 Dampflokomotiven, 261 Diesellokomotiven und 15 Elektrolokomotiven, sowie 822 Personen- und 43 897 Güterwagen.
Am 2. März 1970 wurde die GN mit den drei Bahngesellschaften Chicago, Burlington & Quincy (CB&Q), Northern Pacific (NP) und Spokane, Portland & Seattle (SP&S) zur Burlington Northern Railroad zusammengeschlossen. Diese wiederum fusionierte 1996 mit der Atchison, Topeka & Santa Fe (ATSF) zur Burlington Northern Santa Fe (BNSF).